# Bảy Kỳ quan Thiên nhiên Mới của Thế giới
Bảy kỳ quan thiên nhiên của thế giới (tiếng Anh: New 7 Wonders of Nature) là một cuộc bình chọn do công ty tư nhân New Open World (NOW) Corporation, đặt trụ sở tại Thụy Sĩ và do nhà làm phim kiêm nhân viên bảo tàng người Canada - Thụy Sĩ Bernard Weber điều hành, đứng ra tổ chức trên toàn cầu tiến hành ngay sau khi kết thúc cuộc bình chọn Bảy kỳ quan thế giới mới.
Cuộc bình chọn này không phải do Tổ chức văn hóa, giáo dục Liên Hợp Quốc (UNESCO) tổ chức và tất nhiên kết quả cũng không được tổ chức này công nhận. Tuy nhiên, nhờ có sự quảng bá tốt vượt trội nên chương trình bình chọn của New7Wonders đã có tiếng vang trên toàn thế giới, quy mô bình chọn vượt hơn hẳn các chương trình khác. Chiến dịch trước đó (Bảy kỳ quan thế giới mới) đã thu hút hơn 100 triệu phiếu bầu từ khắp nơi trên thế giới, lễ trao giải đã quy tụ nhiều ngôi sao nổi tiếng như Ben Kingsley, Hilary Swank, Cristiano Ronaldo... và được truyền hình ở 170 quốc gia với hơn 1,6 tỷ người xem. Còn chiến dịch này (Bảy kỳ quan thiên nhiên mới) ban tổ chức hy vọng sẽ đạt 1 tỷ phiếu.
Liên Hợp Quốc cũng đánh giá cao cuộc bầu chọn bảy kỳ quan thế giới mới, bởi nó phù hợp với Mục tiêu Phát triển Thiên niên kỷ, giúp du khách và nhân dân các nước biết đến hàng trăm danh thắng, kỳ quan thiên nhiên đa dạng và độc đáo ở khắp các châu lục
Quá trình bình chọn đã kết thúc vào lúc 11 giờ 11 phút (GMT) 11 Tháng 11 2011. Kết quả tạm thời 7 kỳ quan thiên nhiên thế giới đã được công bố sau lần kiểm phiếu đầu tiên. Tuy nhiên, kết quả có thể thay đổi khi được kiểm toán độc lập kiểm tra lại và được công bố chính thức tháng 4-2012.

## Tổ chức New7Wonders
New7Wonders (N7W), đơn vị phát động và tổ chức cuộc bình chọn "7 kỳ quan thiên nhiên mới", có trụ sở đặt tại Zurich, Thụy Sĩ. Website đầu tiên của tổ chức này đã được Bernard Weber lập từ trước đó, vào tháng 9/1999, để hỗ trợ cho chiến dịch bình chọn "7 kỳ quan thế giới mới". Năm 2000, website chính thức www.new7wonders.com của N7W đi vào hoạt động, trở thành nơi bình chọn qua internet cho chiến dịch trên. Website này do NewOpenWorld điều hành và giữ bản quyền. NewOpenWorld Corporation và NewOpenWorld Foundation là đơn vị thuộc N7W. N7W cam kết dành 50% doanh thu ròng cho công tác bảo tồn các di sản trên thế giới.
Người nảy sinh ý tưởng, Bernard Weber, đã kể lại lý do khởi xướng cuộc bình chọn: "Một hôm, vợ tôi - giáo viên - thực hiện một dự án về 7 kỳ quan thế giới cũ với học sinh. Tôi liền nghĩ: Tại sao không có 7 kỳ quan mới? Kỳ quan thế giới là một ý tưởng của người Hy Lạp cổ đại. Tôi muốn làm sống lại ý tưởng đó. Cũng giống như đại hội thể thao Olympic ngày nay bắt nguồn từ Olympic cổ xưa. Tôi muốn lập một danh sách kỳ quan thế giới mới. Danh sách này mang tính dân chủ và chính thức bởi nó là tiếng nói của công chúng... Những kỳ quan cũ nổi tiếng thuộc về người xưa, tất cả đều không còn nữa ngoại trừ những kim tự tháp. Suốt 2.000 năm qua chưa có sự đồng thuận nào của công chúng về những thành quả của nhân loại. Thiên niên kỷ mới đã bắt đầu. Đây là một thời điểm sâu sắc của lịch sử để chúng ta xác định 7 kỳ quan thế giới mới. Đó là lý do chúng tôi đề xuất với nhân dân toàn thế giới tham gia vào cuộc bầu chọn này".
Như vậy, trên thực tế đây là dự án tư nhân. Tuy nhiên, trong quá trình hoạt động, nhờ sự khôn khéo trong chiến lược marketing, biết khai thác sức mạnh của internet và khả năng vận động, N7W đã thu hút được sự quan tâm của nhiều cá nhân, tổ chức, các phương tiện truyền thông cũng như của các cơ quan phụ trách quảng bá du lịch tại nhiều quốc gia.
Chiến dịch đầu tiên của N7W là bình chọn Bảy kỳ quan thế giới mới, với sự tham gia của hơn 100 triệu người bình chọn qua internet. Cuộc thi này đã kết thúc và công bố kết quả (xem Bảy kỳ quan thế giới mới). Chiến dịch thứ hai của N7W là cuộc bình chọn 7 kỳ quan thiên nhiên thế giới mới, với thời hạn đăng ký cuối cùng là ngày 31/12/2008. Tổng cộng đã có 440 kỳ quan tại hơn 200 quốc gia và vùng lãnh thổ được đăng ký, trong đó Việt Nam có 3 địa danh được đưa vào danh sách bình chọn là núi Fansipan, Vườn quốc gia Phong Nha - Kẻ Bàng và vịnh Hạ Long.

## Tiêu chí và thể thức bình chọn
Theo quy định, cuộc bình chọn chỉ dành cho các danh thắng tự nhiên, không phải do con người tạo ra và không bị con người can thiệp vào một cách đáng kể. Có thể bình chọn các danh thắng theo các danh mục sau:
- Khu dự trữ động thực vật.
- Hẻm núi.
- Hang động.
- Bờ biển, vách đá.
- Rừng, gỗ.
- Khu vực địa lý.
- núi, núi lửa.
- sông,sông băng
- Công viên bảo vệ thiên nhiên.
- Ốc đảo, sa mạc.
- Khu vực tự nhiên thời tiền sử.
- Thế giới dưới nước, đá ngầm.
- Nước, biển, hồ, sông.
- Thác nước.
- Các lĩnh vực khác

Mỗi địa danh tham gia phải có một ủy ban hỗ trợ chính thức, có đủ tư cách pháp lý, phải ký hợp đồng và được công ty NOW chấp thuận. Để đảm bảo cơ sở khoa học của cuộc bình chọn, danh sách này còn dựa trên các tiêu chí: vẻ đẹp, giá trị lịch sử, văn hóa... Bắt đầu từ ngày 1/1/2006, một hội đồng giám khảo quốc tế đã được New7wonders thành lập do tiến sĩ Federico Mayor Zaragoza, cựu Tổng Giám đốc UNESCO (Cơ quan Văn hóa, Khoa học và Giáo dục của Liên Hợp Quốc) làm chủ tịch. Hội đồng giám khảo quốc tế này sẽ tham gia việc đánh giá các kỳ quan, loại bỏ các kỳ quan không xứng đáng được đề cử để chọn ra 28 kỳ quan vào vòng 2.
Để đảm bảo công bằng cho các nước nhỏ, chỉ có 10% số phiếu bầu từ nước chủ nhà của kỳ quan đó sẽ được tính, số còn lại sẽ được tính từ phiếu toàn cầu của người dân nước khác.
Vì 2 điều kiện trên nên nhiều số quốc gia dù có dân số đông với nhiều đề cử nhưng kỳ quan của họ vẫn bị loại. Tiêu biểu như Trung Quốc có tới 5 kỳ quan ứng cử (Núi Everest, núi K2, sông Dương Tử, Hoàng Sơn, khu thắng cảnh Vũ Lăng Nguyên), trong đó 4 kỳ quan có số phiếu đã nằm trong Top 28, nhưng cuối cùng không kỳ quan nào được ban giám khảo chọn vào vòng 2.
Cuộc bình chọn gồm 3 giai đoạn:
 
1/ Từ 7-7-2007 đến ngày 8-8-2008: Công bố 77 đề cử có số phiếu cao nhất.

2/ Từ 8-8-2008 đến tháng 1-2-2009: Nhóm chuyên gia của ông Federico Mayor, cựu Tổng Giám đốc UNESCO, cùng các chuyên gia của New Open World lựa chọn ra 28 đề cử tiêu biểu.

3/ Mọi người trên toàn thế giới bỏ phiếu lựa chọn 7 kỳ quan từ 28 đề cử trên.
Một số nguồn tin cho rằng nếu muốn sử dụng hình ảnh, website của New7wonder để tiến hành tuyên truyền quảng bá thì ủy ban hỗ trợ kỳ quan đó sẽ phải nộp số tiền 5.000 USD/tháng. Tuy nhiên theo ông Ngô Văn Hùng, Giám đốc Trung tâm Quản lý Vịnh Hạ Long, thì "đó chỉ là tin vịt" hoặc hiểu lầm và "Vịnh Hạ Long chưa mất 1 đồng nào cho New Open World" Ban Quản lý vịnh Hạ Long đã đại diện ký thỏa thuận (ngày 22-2-2008) với NOW và được quyền sử dụng logo, trang web của tổ chức này để tiến hành bình chọn mà không phải nộp bất cứ khoản phí nào. Khoản 5.000 USD/tháng thực chất là số tiền New7wonder muốn xử phạt một số website cá nhân tại Việt Nam (không thuộc Ủy ban quản lý Vịnh) đã vi phạm bản quyền khi sử dụng trái phép logo, hình ảnh và website của NOW để dẫn vào website của mình và tiến hành các hoạt động tuyên truyền, quảng cáo. Vấn đề này sau đó đã được xử lý, các website vi phạm đã tự gỡ bỏ logo và đường dẫn trái phép mà không cần phải nộp phạt.. Thông tin khác cho biết, trong chi phí 630 đồng cho mỗi tin nhắn SMS tại Việt Nam bầu chọn cho vịnh Hạ Long thì số tiền trả bản quyền cho phía Tổ chức NOW là 300 đồng 
Dự án hiện đã kết thúc và công bố kết quả. Giai đoạn hai bắt đầu ngay sau khi ban tổ chức công bố danh sách 28 danh thắng nhận được nhiều phiếu nhất vào ngày 8 tháng 8 năm 2008.
28 ứng viên cao điểm nhất đã được chọn vào để tiếp tục bầu chọn vòng 2 chọn ra 7 kỳ quan thiên nhiên, và công bố kết quả sơ bộ vào 11-11 năm 2011. 9h trưa ngày 20 tháng 2 năm 2008 công ty NewOpenWorld đã công bố kết quả bước đầu . Sau khi tổ chức kiểm phiếu độc lập sẽ công bố kết quả chính thức vào tháng 4-2012.

## Vòng chung kết (nhóm 28)
| Địa danh                                | Quốc gia                                                                                 |
| --------------------------------------- | ---------------------------------------------------------------------------------------- |
| Rừng mưa Amazon                         | Bolivia, Brazil, Colombia, Ecuador, Guyane thuộc Pháp, Guyana, Peru, Suriname, Venezuela |
| Thác nước Ángel                         | Venezuela                                                                                |
| Vịnh Fundy                              | Canada                                                                                   |
| Rừng Đen                                | Đức                                                                                      |
| Các bãi cát ngầm Bu Tinah               | Các Tiểu vương quốc Ả Rập Thống nhất                                                     |
| Vách đá Moher                           | Ireland                                                                                  |
| Biển Chết                               | Jordan, Israel                                                                           |
| Rừng quốc gia El Yunque                 | Puerto Rico (thuộc Hoa Kỳ)                                                               |
| Quần đảo Galapagos                      | Ecuador                                                                                  |
| Grand Canyon                            | Hoa Kỳ                                                                                   |
| Rạn san hô Great Barrier                | Australia                                                                                |
| Vịnh Hạ Long                            | Việt Nam                                                                                 |
| Thác Iguazu                             | Argentina, Brazil                                                                        |
| Quần thể hang động Jeita                | Liban                                                                                    |
| Đảo Jeju                                | Hàn Quốc                                                                                 |
| Núi Kilimanjaro                         | Tanzania                                                                                 |
| Vườn quốc gia Komodo                    | Indonesia                                                                                |
| Đảo quốc Maldives                       | Maldives                                                                                 |
| Khu vực hồ Masuria                      | Ba Lan                                                                                   |
| Matterhorn/Cervino                      | Ý, Thụy Sĩ                                                                               |
| Milford Sound                           | New Zealand                                                                              |
| Khu bảo tồn Gobustan                    | Azerbaijan                                                                               |
| Vườn quốc gia sông ngầm Puerto Princesa | Philippines                                                                              |
| Sundarbans                              | Bangladesh, Ấn Độ                                                                        |
| Núi Bàn                                 | Nam Phi                                                                                  |
| Uluru                                   | Australia                                                                                |
| Núi Vesuvius                            | Ý                                                                                        |
| Ngọc Sơn (Yushan)                       | Đài Loan (Trung Hoa Dân Quốc)                                                            |

## Sự ủng hộ và các chiến dịch bình chọn ở các nước
Dù chỉ là một cuộc bình chọn do tư nhân tổ chức, song nhờ có sự quảng bá tốt vượt trội nên chương trình bình chọn của New7wonder đã có tiếng vang trên toàn thế giới, quy mô bình chọn trên toàn cầu. Liên Hợp Quốc đã đánh giá cao cuộc bầu chọn bởi nó phù hợp với Mục tiêu Phát triển Thiên niên kỷ, giúp du khách và nhân dân các nước biết đến hàng trăm danh thắng, kỳ quan thiên nhiên đa dạng và độc đáo ở khắp các châu lục. Trong thông cáo của mình, Văn phòng ủy ban phụ trách hợp tác quốc tế của Liên Hợp Quốc viết:
Chiến dịch của New7Wonders nhằm mục đích đóng góp vào quá trình nâng cao tinh thần hợp tác và tôn trọng lẫn nhau của công dân trên khắp thế giới, thông qua việc khuyến khích sự tương tác, thể hiện ý kiến và tham gia trực tiếp bằng cách bỏ phiếu về các chủ đề phổ biến và các vấn đề toàn cầu, qua đó giúp chúng trở nên gần gũi với tất cả mọi người.— Ủy ban phụ trách hợp tác quốc tế Liên Hợp Quốc

Grant Thornton, tổ chức lớn thứ 5 thế giới về kế toán, kiểm toán và tư vấn quản lý đã có một báo cáo đề cập đến giá trị kinh tế của cuộc bình chọn: "Chiến dịch 7 kỳ quan Thiên nhiên mới có khả năng tạo ra hơn 10 tỷ USD giá trị kinh tế và tiếp thị trên toàn cầu", mỗi nước chiến thắng sẽ thu hơn 1 tỷ USD mỗi năm từ du lịch, qua đó cho thấy "New7Wonders là một lực lượng cực kỳ tích cực, mang mọi người đến với nhau bằng cách sử dụng phương tiện truyền thông hiện đại mang tính trực tiếp, tương tác, và thông qua điều này đã thực sự tạo ra giá trị tăng thêm cho kinh tế thế giới".
Do vậy, dù không được công nhận về mặt khoa học, các chương trình vận động bình chọn của nhiều nước vẫn muốn tận dụng chương trình này để quảng bá cho địa điểm du lịch của đất nước họ để thu lợi về mặt thương mại, cũng như quảng bá hình ảnh văn hóa quốc gia ra toàn thế giới. Sau khi New7wonder phát động cuộc bình chọn, hàng chục quốc gia đã có các chiến dịch quy mô nhằm vận động người dân tham gia bỏ phiếu, nhất là những nước có kỳ quan lọt vào vòng 2 gồm 28 kỳ quan.

### Tại châu Á
Tại Đài Loan, ngọn núi Ngọc Sơn đã được tờ Wall street Juarnal viết bài cổ vũ bầu chọn để trở thành một trong 7 kỳ quan thiên nhiên mới. Kênh truyền hình Al-Jazeera tiếng Anh cho biết, số du khách tới Ngọc Sơn đã tăng gấp đôi kể từ khi có cuộc bình chọn do New7Wonders phát động. Trần Long Thăng, giám đốc công viên quốc gia Ngọc Sơn, cho biết bên cạnh việc vận động người dân Trung Quốc bỏ phiếu, công viên sẽ phối hợp với các vườn quốc gia có quan hệ hữu hảo tại Ý và Nhật Bản để quảng bá người dân thế giới bầu chọn cho mình.
Tại Hàn Quốc, Korea Telecom (KT), công ty viễn thông hàng đầu quốc gia, đã trở thành nhà tài trợ bạch kim của đảo Jeju trong chiến dịch New7Wonders Nature. Tiến sĩ Hansuk Kim, Phó Chủ tịch điều hành cao cấp của Korea Telecom cho biết: "KT nhận thấy việc tài trợ này không chỉ mang lại lợi ích cho đảo Jeju, mà còn giúp tạo dựng hình ảnh của Hàn Quốc trên khắp thế giới." Tập đoàn Hyundai Motor và Tập đoàn Kia Motors cũng trở thành các nhà tài trợ bạch kim chính thức của đảo Jeju trong chiến dịch New7Wonders. Công bố khoản tài trợ, Chủ tịch Hyundai Motor, ông Chung Jin Haeng, cho biết: "Việc Hyundai và Kia tài trợ của đảo Jeju trong chiến dịch New7Wonders of Nature là một phần chiến lược của chúng tôi để hỗ trợ quảng bá hình ảnh tích cực của Hàn Quốc ra thế giới".
Theo các phương tiện truyền thông, nhóm K-pop nổi tiếng JYJ đã nộp một đơn khiếu nại chống lại kênh KBS Hàn Quốc khi cắt bỏ sự xuất hiện của nhóm trong buổi hòa nhạc để thúc đẩy bình chọn cho đảo Jeju. Trong tháng, JYJ đã trở thành đại sứ danh dự cho Jeju trong việc vận động bình chọn.
Tổng thống Hàn Quốc Lee Myung Bak thì đã đích thân bình chọn cho đảo Jeju trước truyền thông ngay tại hòn đảo. Sau khi bỏ phiếu, Tổng thống Lee Myung-Bak cũng kêu gọi tất cả các Bộ trưởng và thống đốc tham dự hội nghị bỏ phiếu cho Jeju, và ông khuyến khích tất cả mọi người Hàn Quốc bỏ phiếu cho chiến dịch của New7Wonders.
Một nghiên cứu gần đây của viện JDI tại Hàn Quốc đã xác nhận rằng: các kỳ quan lọt vào top 7 kỳ quan thiên nhiên mới có thể tạo ra 1,8 tỷ USD giá trị kinh tế mỗi năm cho mỗi nước giành chiến thắng.
Tại Indonesia, sau khi có những phát biểu công kích chương trình bình chọn, chính phủ Indonesia dừng hỗ trợ cho cuộc vận động bầu chọn vườn quốc gia Komodo. Thất vọng vì điều này, các nhóm hoạt động môi trường và nhiều chính khách đã thành lập Uỷ ban Hỗ trợ cho đảo Komodo để tiếp tục thúc đẩy bình chọn. Tờ Jakarta Post cũng tham gia vận động và thể hiện sự bất bình với quyết định rút lui của chính phủ với bài viết tựa đề "Khi chính phủ thất bại, người dân sẽ gánh vác". Tờ báo dẫn lời Agustinus Ch. Dulla, phụ trách vùng du lịch phía Đông cho biết, kể từ khi có tên trong danh sách binh chọn, số du khách tới vườn quốc gia Komodo đã tăng 300%, từ 15.000 năm 2009 lên hơn 50.000 năm 2011, và rằng dù có tranh cãi về tính khoa học, cuộc bình chọn đã góp phần quan trọng để quảng bá hình ảnh của hòn đảo ra thế giới.
Kể từ đó, một nhóm các nhà vận động, trong đó có cựu Phó tổng thống Jusuf Kalla và ban nhạc rock Slank, đã tham gia giúp ủy ban trong công việc đẩy mạnh vận động người dân để bù đắp cho việc thiếu hụt sự trợ giúp của chính phủ.. Cựu Phó tổng thống Jusuf Kalla còn chỉ trích những quan chức tỏ ý nghi ngờ New7wonders. Ông nói họ là "thật ngây thơ khi chỉ nhìn vào văn phòng đại diện, một thứ vốn không quan trọng trong thời đại kỹ thuật số.", và rằng "chính phủ không quan tâm chỉ vì họ cảm thấy ghen tị với tầm ảnh hưởng của New7wonders". Tổng thống Susilo Bambang Yudhoyono cũng kêu gọi người dân nhắn tin SMS bình chọn cho vườn quốc gia Komodo qua số 9818. Cuối cùng vườn quốc gia Komodo đã lọt được vào Top 7 kỳ quan được bình chọn nhiều nhất.
Sau khi chính phủ Liban dừng hỗ trợ cho cuộc vận động bầu chọn, quyết định này bị phản đối bởi nhiều người dân trong nước cũng như nhiều chính khách. Trước các phương tiện truyền thông Trung Đông, Tổng thống Liban Michel Sleiman đã tự tay truy cập bầu chọn cho hang động Jeita, và sau khi bỏ phiếu của mình, ông kêu gọi nhân dân Liban ở trong nước và nước ngoài bỏ phiếu cho cuộc bình chọn New7Wonders of Nature.. Thủ tướng Najib Mikati thì nói: "Đây là cơ hội vàng để cho thế giới biết những điều đặc biệt của chúng ta. Tôi kêu gọi người dân Li-băng, như một nghĩa vụ với quốc gia, hãy bỏ phiếu cho hang động Jeita"
3 nước Israel-Jordan-Palestine đã hợp tác cho một chiến dịch vận động bình chọn quy mô cho kỳ quan của họ là Biển Chết. Những nỗ lực PR quy mô lớn đã bắt đầu với một chiến dịch tiếp thị toàn diện của NIS trị giá 8,75 triệu USD ra mắt tháng 5-2010. Trong đó, 3,5 triệu đến từ Bộ Du lịch và 2 triệu USD từ Văn phòng của Thủ tướng Chính phủ. 7,25 triệu dự kiến sẽ dùng để vận động các đối tượng ở nước ngoài và 1,5 triệu được sử dụng để quảng bá ở Israel.
Bộ trưởng Bộ Du lịch Israel, Stas Meseznikov tuyên bố. "Chúng ta không được thờ ơ, thay vì thế chúng ta phải tiếp tục bỏ phiếu cho Biển Chết, cả ở Israel và trên thế giới. Một chiến thắng cho Biển Chết có nghĩa là sẽ có hàng trăm hàng ngàn khách du lịch đến khu vực mỗi năm, hàng ngàn cơ hội việc làm và cải thiện hình ảnh của Israel ở nước ngoài như một điểm đến du lịch hấp dẫn"
Tại Jordan, Nhà sáng lập Bernard Weber đã nhận được lời mời của Tiến sĩ Haifa Abu Gazaleh, Bộ trưởng Bộ Du lịch và cổ vật Jordan. Trong các cuộc họp này, các chiến lược cho chiến dịch bầu chọn cho Biển Chết trong New7Wonders of Nature đã được thảo luận. Một thỏa thuận liên quan đến tin nhắn SMS bình chọn cho Biển Chết cũng đã được ký cùng một lúc.
Tại Việt Nam, một chiến dịch rầm rộ nhằm bình chọn qua internet bảy kỳ quan thiên nhiên dựa theo sáng kiến của tổ chức trên đã được nhiều cơ quan chức năng nhà nước, cấp chính quyền phát động vào tháng 8/2007. Đây được coi "là cơ hội để tuyên truyền và khẳng định lại một lần nữa các giá trị hàng đầu thế giới của Vịnh Hạ Long, giúp các tầng lớp nhân dân thêm hiểu về di sản để từ đó xây dựng ý thức trách nhiệm, góp phần chung tay giữ gìn, phát huy các giá trị di sản không những của Vịnh Hạ Long mà của nhiều di tích, danh thắng khác trong cả nước".
Kéo theo đó là nhiều cơ quan báo chí cùng vào cuộc để cổ vũ mọi người dân bình chọn . Từ ngày 22 tháng 2 năm 2008, Ban Quản lý vịnh Hạ Long đã được phía công ty NOW đồng ý là cơ quan bảo trợ chính thức và đã đại diện ký thỏa thuận với NOW . Ngày 25 tháng 2 năm 2008, tại Hà Nội, Bộ Văn hóa, Thể thao và Du lịch đã tổ chức lễ phát động bình chọn Vịnh Hạ Long là kỳ quan thiên nhiên thế giới. Nhiều báo như báo Tuổi Trẻ đã lập hẳn 1 chuyên mục để thông tin (với khẩu hiệu "Bầu chọn Việt Nam: Lá phiếu của lòng yêu nước") thường xuyên và tuyên truyền cổ động cho cuộc bình chọn này . Nhiều máy tính được đặt lên ở các nơi phục vụ cho việc bầu chọn. Sau khi việc bầu chọn thông qua tin nhắn SMS xuất hiện, rất nhiều hình thức tuyên truyền đã được thực hiện nhằm kêu gọi người dân bầu chọn. Tại Tuần Châu, ông Đào Hồng Tuyển cho toàn bộ nhân viên trên đảo Tuần Châu được nghỉ việc để nhắn tin bình chọn cho Vịnh Hạ Long trong ngày 11-11, tin nhắn thành công sẽ được cơ quan thanh toán
.
Ông Nguyễn Văn Tình, Cục trưởng Hợp tác quốc tế (Bộ Văn hóa Thể thao và Du lịch) khẳng định, nếu so với các chương trình xúc tiến du lịch khác thì đợt quảng bá này cho vịnh Hạ Long không tốn kém. Chi phí 7,5 tỷ đồng cho tin nhắn trong 4 năm không đáng kể khi so với việc quảng bá trên kênh truyền thông quốc tế như CNN, BBC, mỗi lần mất khoảng 160.000 USD-200.000 USD, tương đương 4 tỷ đồng mà chỉ quảng cáo được trong 1 clip dài 30 giây. So với chi phí quảng bá du lịch hàng năm ở các nước cùng khu vực cũng là rất nhỏ, như Malaysia đầu tư 80 triệu USD, Thái Lan 70 triệu USD, và Singapore gần 60 triệu USD
Ngày 28/9/2008, tỉnh Lào Cai đã phát động cuộc bầu chọn Phanxipăng (Fansipan) là kỳ quan thiên nhiên thế giới . UBND tỉnh Lào Cai đã thành lập ngay Ban vận động chính thức để bình chọn. Vườn quốc gia Phong Nha-Kẻ Bàng cũng đã thành lập Ban vận động chính thức, đóng tiền hàng tháng và ứng cử để được bình chọn. Tuy nhiên sau khi giai đoạn 1 cuộc bình chọn sắp kết thúc (tháng 8-2008), 2 ứng viên này đã rút tên để dồn phiếu cho kỳ quan có nhiều triển vọng hơn là Vịnh Hạ Long.

### Tại châu Âu
Đức có đại diện là vùng Rừng Đen, nằm ở bang Baden-Württemberg. Trong một động thái hâm nóng tình đoàn kết, những đứa trẻ của dàn hợp xướng trường quốc tế châu Âu ở München, nằm trong tiểu bang lân cận của Bayern, đã ghi âm bài hát "Kỳ quan thiên nhiên của chúng tôi". Được sáng tác bởi Stefan Zaradic và Rickie Kinnen, bài hát kết hợp các thông điệp toàn cầu của chiến dịch New7Wonders trong lời bài hát của mình.
Tại Warsaw, đích thân Tổng thống Ba Lan, Lech Wałęsa, các bộ trưởng Bronislaw Komorowski và Aleksander Kwaśniewski, đã mời chủ tịch của New7Wonders, Bernard Weber cùng chụp hình thân mật để biểu thị tình đoàn kết ủng hộ với ứng viên của Ba Lan trong New7Wonders, khu hồ Masurian.

### Tại châu Mỹ
Tại Canada, Cơ quan Du lịch dẫn đầu chiến dịch để Vịnh Fundy được công nhận là một trong 7 kỳ quan thiên nhiên mới. Giám đốc điều hành Terri McCulloch kêu gọi người dân bỏ phiếu cho Vịnh Fundy để nó lọt vào vòng chung kết, như là một cách lý tưởng để kỷ niệm ngày Đại dương Thế giới. Cơ quan này cũng đã chi 750.000 USD cho các cuộc vận động bầu chọn. Tại thủ phủ bang Halifax, Bộ trưởng Bộ Du lịch Canada, Percy Paris đã tiếp nhà sáng lập và chủ tịch của New7Wonders Foundation, Bernard Weber, và công bố một loạt các sáng kiến về "Ngày Canada hướng về vịnh Fundy", một trong 28 ứng cử viên cho 7 kỳ quan thiên nhiên mới.
Honourable Keith Ashfield, Bộ trưởng Bộ Thu nhập Quốc gia nói: "Chính phủ Canada rất tự hào khi Vịnh Fundy là một trong 28 ứng viên lọt vào vòng chung kết trong chiến dịch 7 kỳ quan thiên nhiên mới", và rằng 2 nước Canada và Úc sẽ phối hợp với nhau để mỗi nước sẽ có kỳ quan giành chiến thắng 
Chính phủ Argentina thì đã tài trợ hẳn một chiếc kinh khí cầu có logo của New7Wonders bay ngang qua thác Iguazu và truyền hình trực tiếp như một phương thức để vận động người dân tham gia bầu chọn. Siêu sao bóng đá người Argentina, Lionel Messi đã kêu gọi người hâm mộ anh trên toàn thế giới bỏ phiếu cho thác Iguazu của nước mình. Trong video này, được quay trên điện thoại di động, anh nói: "Chúng tôi cần lá phiếu của bạn để thác Iguazu giành chiến thắng trong giải đấu World Cup của các kỳ quan thiên nhiên. Hãy bầu cho thác Iguazu!"
9 quốc gia chia sẻ kỳ quan rừng Amazon cũng liên minh với nhau để mong giành thắng lợi. Tổng thống Peru Ollanta Humala đã công khai bình chọn cho Amazon trước truyền hình, một trong 28 ứng viên chính thức trong vòng 2 của New7Wonders of Nature, được chia sẻ bởi Peru cùng với Bolivia, Brasil, Colombia, Ecuador, Guiana thuộc Pháp, Guyana, Suriname và Venezuela. Sergio Markarian, huấn luyện viên của đội tuyển bóng đá quốc gia Peru, cũng bỏ phiếu cho Amazon trước truyền hình.

### Tại Úc
Tại Úc, Bộ Du lịch, cơ quan chính phủ chịu trách nhiệm tiếp thị quốc gia về du lịch, đã đưa ra một ứng dụng Facebook để hỗ trợ cho việc bình chọn 2 kỳ quan của họ là núi Uluru và Rạn san hô Great Barrier. Ứng dụng này kêu gọi người hâm mộ của trang Facebook SeeAustralia tải lên các hình ảnh và câu chuyện về Uluru và Great Barrier Reef, và chia sẻ những chuyện này với bạn bè để khuyến khích họ bỏ phiếu bình chọn.
Andrew McEvoy, giám đốc cơ quan Du lịch Úc nói: "Với sự trợ giúp to lớn từ Facebook cùng những người bạn, tôi tin rằng cả núi Uluru và Rạng san hô Vĩ đại sẽ trở thành 2 trong số 7 kỳ quan thiên nhiên mới."
Các gian hàng pop-up cũng được xây dựng trên các bãi cát nhỏ của Upolu Cay, 30 km ngoài khơi bờ biển Cairns. Nó được thiết lập bởi Bộ Du lịch Úc để thúc đẩy bình chọn cho núi Uluru và Rạng san hô Vĩ đại trong chiến dịch "7 kỳ quan thiên nhiên mới".

## Kết quả
| Kỳ quan                                 | Quốc gia                                                                                       | Hình ảnh |
| --------------------------------------- | ---------------------------------------------------------------------------------------------- | -------- |
| Rừng mưa Amazon và Sông Amazon          | Bolivia, Brasil, Colombia, · Ecuador, (Guyane thuộc Pháp), Guyana, · Peru, Suriname, Venezuela |          |
| Vịnh Hạ Long                            | Việt Nam                                                                                       |          |
| Thác Iguazu (Vườn quốc gia Iguazú)      | Argentina, Brazil                                                                              |          |
| Đảo Jeju                                | Hàn Quốc                                                                                       |          |
| Đảo Komodo (Vườn quốc gia Komodo)       | Indonesia                                                                                      |          |
| Vườn quốc gia sông ngầm Puerto Princesa | Philippines                                                                                    |          |
| Núi Bàn (Vườn quốc gia Núi Bàn)         | Nam Phi                                                                                        |          |

## Phản ứng trước kết quả
5 ngày trước khi cuộc bỏ phiếu kết thúc, 5 trong số 10 địa danh có số phiếu dẫn đầu bao gồm Biển Chết của Israel, Hẻm Núi lớn của Mỹ, dải san hô đá ngầm Great Barrier của Australia, Jeita Grotto (Nam Phi), rừng ngập mặn Sundarbans (Bangladesh-Ấn Độ) và núi Vesuvius của Italia. Tuy nhiên thứ tự đã liên tục thay đổi, và tới khi công bố kết quả kiểm phiếu, tất cả đều đã bị loại.
Ngay sau khi hay tin chiến thắng, các quan chức Hàn Quốc đã tổ chức một buổi lễ thông báo chiến thắng., khoảng 3.000 người Hàn Quốc ở đảo Jeju đã đổ ra đường ăn mừng. Tổng thống Lee Myung Bak đã lên tiếng chúc mừng Jeju, ông nói: "Đại diện cho nhân dân Hàn Quốc, tôi chúc mừng đảo Jeju đã trở thành một trong 7 kỳ quan thiên nhiên mới". Ông nói rằng việc Jeju được lựa chọn là đáng ghi nhận và thành tích này có được nhờ sự bỏ phiếu ủng hộ của dư luận khắp thế giới. Ông nhấn mạnh rằng hòn đảo này là nơi duy nhất trên thế giới được UNESCO trao 2 danh hiệu trong lĩnh vực khoa học tự nhiên - khu dự trữ sinh quyển, di sản thiên nhiên thế giới; nay lại chiến thắng trong cuộc bình chọn toàn cầu. (tương tự Jeju, Vịnh Hạ Long của Việt Nam cũng đạt được điều này).
Cựu Thủ tướng Chung Un Chan, chủ tịch ủy ban trên, nói rằng việc Jeju được lựa chọn cho thấy thế giới đã ghi nhận việc hòn đảo có tiềm năng trở thành một trong những điểm thu hút du khách mạnh nhất thế giới: "Tượng Chúa Kitô tại Brazil, nơi đã giành được danh hiệu kỳ quan thế giới mới, đã chứng kiến doanh thu du lịch tăng 60-70%. Thu nhập từ du lịch tại Jeju cũng sẽ được thúc đẩy mạnh mẽ, với các khu vực khác gần đó cũng được hưởng lợi."
Theo một báo cáo của Viện Phát triển Jeju, việc giành được danh hiệu sẽ tạo ra khoảng 1,28 nghìn tỷ won (1,14 tỷ đôla) giá trị của doanh thu từ du lịch mỗi năm nhờ hiệu ứng lan tỏa của nó, và sẽ làm tăng lượng khách du lịch đến hòn đảo 74% mỗi năm.
Tại Philippines cũng diễn ra không khí vui mừng. Thị trưởng Puerto Princesa, Edward Hagedor nói với báo chí lời cảm ơn với chính quyền của Tổng thống Benigno Aquino III vì đã nỗ lực đẩy mạnh sự vận động bầu chọn cho sông ngầm Puerto Princesa: "Chúng tôi rất vui và tự hào khi biết kết quả cuối cùng. Chúng tôi muốn cảm ơn Tổng thống vì chiến dịch rầm rộ của ông".. Bộ trưởng Môi trường và Tài nguyên Ramon Paje bày tỏ lòng biết ơn đối với người Philippines trên toàn thế giới cho sự thành công của sông ngầm Puerto Princesa. Ông nói: "Điều này chắc chắn là một chiến thắng cho mỗi người dân Philippines". Bộ trưởng Nội vụ Jesse Robredo nói rằng chiến thắng là một vinh dự lớn cho Philippines: "Đó là một vinh dự tuyệt vời." Chủ tịch PTAA Aileen Clemente nói rằng chiến thắng này "không chỉ mang lại niềm tự hào cho người Philippines, mà cũng là một biểu tượng cho sự thống nhất của tất cả người Philippines trên khắp thế giới
Tại Nam Phi, một cuộc thăm dò của công ty tư vấn du lịch Grant Thornton tiến hành cho thấy danh hiệu mới của Núi Bàn có thể khiến doanh thu du lịch thường niên của nước này tăng thêm 1,4 tỉ rand (176 triệu USD). Grant Thornton dự báo hoạt động du lịch tới núi Table sẽ tăng thêm khoảng 20% và qua đó sẽ tạo thêm rất nhiều cơ hội việc làm cho dân địa phương.. Bà Mariette du Toit Helmbold, giám đốc Cơ quan du lịch Cape Town đã bày tỏ sự vui sướng với trang tin eTurboNews: "Chúng tôi đang rất, rất phấn khích về chiến thắng này. Vừa được trao giải Thiết kế thủ đô đẹp nhất 2014 cách nay vài tuần, nay lại tới việc núi Bàn được bầu chọn làm kỳ quan thiên nhiên mới. Chúng tôi, những người dân Cape Town nói riêng và Nam Phi nói chung, thực sự rất đỗi tự hào".
Khi biết tin rừng Amazon trở thành một trong 7 kỳ quan, Yvan Enrique Vasquez Valera, lãnh đạo vùng Loreto, đã xuống đường ăn mừng cùng dân địa phương. Vasquez nói với đài RPP rằng danh hiệu mới đồng nghĩa với việc "sẽ có thêm hàng ngàn USD chảy vào túi những người dân khiêm nhường nơi đây, bởi lợi ích từ các du khách sẽ rải khắp nơi: cho các tài xế taxi, tài xế xe ôm, hướng dẫn viên, những lái xuồng nhỏ trên dòng Amazon, cho tất cả mọi người".
Những nước có đại diện lọt vào tới chung kết nhưng bị loại đã thể hiện thái độ nuối tiếc, buồn bã và cả bực tức.... Bất chấp nỗ lực vận động riêng của Israel, Palestine và Jordani, Biển Chết vẫn không được chọn làm kỳ quan thiên nhiên mới. Với Pini Shani, lãnh đạo cơ quan phụ trách quảng bá du lịch ra nước ngoài thuộc Bộ Du lịch Israel đây là tin thất vọng khi cơ quan này đã bỏ ra 2,1 triệu USD cho chiến dịch vận động bầu chọn. Bộ trưởng Du lịch Israel Stas Misezhnikov thì vẫn tỏ ra dũng cảm khi gọi chiến dịch vận động là "một chiến thắng thực sự". Ông nói: "Nhờ nỗ lực vận động hết sức ấn tượng của Bộ Du lịch trong vòng 2 năm qua, hàng trăm triệu người trên thế giới giờ đã hiểu rõ hơn về Biển Chết và Israel"-"Đây là một chiến thắng trong việc quảng bá hình ảnh của Israel ra nước ngoài và chúng ta sẽ gặt hái thành quả từ sự đầu tư này trong vài năm tới đây".
Ở Ireland, tờ Irish Times viết bài "Hoàn toàn thất vọng, khi các vách đá ở Moher thua cuộc", khi chỉ đứng thứ 14 chung cuộc Tờ báo nói rằng nếu giành chiến thắng, lượng du khách tới thăm các vách đá này có thể tăng thêm 35% và số tiền thu về từ du lịch có thể lên tới hàng tỉ USD. Phát ngôn viên phụ trách du lịch của đảng Cộng hòa đối lập ở Ireland đã lên tiếng chỉ trích Chính phủ vì đã "không nhân cơ hội để sử dụng các văn phòng của Ireland trên toàn thế giới cổ động cho chiến dịch bầu chọn". Dù vậy giám đốc Katherine Webster đã cảm ơn tất cả những người đã hỗ trợ chiến dịch trong vòng 4 năm. Thị trưởng của Clare, thành viên Nghị viện Pat Hayes bày tỏ sự thất vọng, nhưng nói: "Nhiều người hơn bao giờ hết đã biết đến Vách đá Moher"
Tại Liban, tờ Daily Star nói rằng nhiều con tim đã "chùng xuống" khi nghe tin hệ thống hang động Jeita không được bầu chọn làm kỳ quan thiên nhiên mới của thế giới. Nabil Haddad, giám đốc quản lý hang Jeita bày tỏ nỗi buồn: "Thật không may khi niềm vui không hiện lên trên khuôn mặt chúng ta". Tuy nhiên Thủ tướng Liban Najib Mikati vẫn tuyên bố việc Jeita tiến tới vòng cuối cùng của cuộc đua đã khẳng định đây là điểm du lịch hàng đầu thế giới: "Điều này một lần nữa chứng minh rằng đất nước chúng ta đã được trao tặng rất nhiều kỳ quan cần được bảo tồn". Mikati nói rằng đất nước nên chuẩn bị đón nhiều người khách du lịch từ khắp nơi trên thế giới đến thăm kỳ quan độc đáo này và biết ơn những người đã bỏ phiếu trong cuộc thi này.
Tại Canada, tờ Herald News viết bài "Không có kỳ quan, nhưng không uổng phí", dẫn lời giám đốc du lịch vịnh Fundy là bà Terri McCulloch: "Có một chút thất vọng nhưng chúng tôi không hối tiếc. Chúng tôi đã có những hoạt động tuyệt vời và chúng tôi đã tạo ra một làn sóng quan tâm thích thú hướng về vịnh Fundy"
Trên bình diện quốc tế, chuyên trang du lịch của nhiều tờ như AFP, Guardian, CNN đã có bài viết về "Bảy kỳ quan thiên nhiên mới", gồm các slide trình chiếu hình ảnh của 7 kỳ quan, bắt đầu từ rừng mưa nhiệt đới Amazon. Tờ CCN viết: "Bảy kỳ quan thiên nhiên mới đã tạm thời được chọn ra sau một loạt các lá phiếu bầu cùng sự đánh giá của các chuyên gia. Cuộc bầu chọn được tổ chức bởi New7Wonders Foundation, có trụ sở tại Zurich, Thụy Sĩ, được thành lập năm 2001 bởi Bernard Weber".

## Tranh cãi

### Cơ sở khoa học
UNESCO tuyên bố kết quả do NOWC công bố là mang tính riêng tư, chỉ phản ánh ý kiến của những người sử dụng internet và tin nhắn điện thoại di động. Tổ chức UNESCO cho rằng cuộc bình chọn của NOWC không mang tính khoa học, và kết quả bình chọn không có đóng góp về mặt ý nghĩa và bền vững cho việc bảo tồn các công trình được chọn .
Tổ chức UNESCO cũng cho rằng nếu chỉ đánh giá trên góc độ cảm tính từng địa điểm thôi thì không đủ, mà phải có những đánh giá trên góc độ khoa học và được bảo vệ bằng những biện pháp chế tài đầy đủ. UNESCO đánh giá chương trình của Weber mới chỉ dựa vào ý kiến của những người tham gia mà thiếu các góc độ còn lại. Việc bỏ phiếu bị đánh giá là phần lớn mang tính cục bộ, dân tộc, thiếu các tiêu chí khách quan. Các nhà quan sát cho rằng các nhà tổ chức thiếu các biện pháp để tránh chuyện một người bỏ phiếu nhiều lần.
Tại Việt Nam, sau khi cuộc bầu chọn kết thúc, các tờ báo bắt đầu lật lại vấn đề về tính pháp lý và giá trị của cuộc bình chọn. Báo Khoa học và Đời sống đã phỏng vấn ông Nguyễn Xuân Thắng, Tổng Thư ký Liên hiệp các Hội UNESCO thế giới, Chủ tịch Liên hiệp các Hội UNESCO Việt Nam. Theo ông Thắng, "với một cuộc chơi dễ dãi kiểu NOWC, nguy cơ một thói quen tranh giành, ganh đua dễ dãi để được tôn vinh sẽ hình thành trong tiềm thức của thế hệ trẻ. Lối chơi đó quá trục lợi, đi ngược lại các nguyên tắc quan hệ quốc tế, các tiêu chuẩn văn minh, văn hoá, hoà bình và hữu nghị mà các quốc gia hôm nay đang nỗ lực vun đắp".
Tuy nhiên theo ông Trần Nhất Hoàng, Giám đốc Trung tâm Xúc tiến Văn hóa, Thể thao và Du lịch (Cục Hợp tác quốc tế - Bộ VHTTDL), thì "Tiêu chí của chiến dịch là đánh giá khả năng quảng bá di sản, khác với UNESCO (đánh giá qua hội đồng theo những tiêu chí khoa học, có mục tiêu giáo dục, bảo tồn)", và khi bầu chọn qua mạng, mỗi người phải chọn đủ 7 ứng cử viên, nên dù có thiên vị cho đất nước mình thì vẫn cần phải dùng cả lý trí để bầu cho 6 kỳ quan khác (và theo quy định, chỉ có 10% phiếu từ nước chủ nhà được tính, số còn lại được lấy từ phiếu quốc tế để đảm bảo khách quan). Nhiều chính khách quốc tế như Tổng thống Hàn Quốc, Philippines, Indonesia, Thủ tướng Bangladesh, Ấn Độ, Nelson Mandela… nhiều nhân vật nổi tiếng như cầu thủ Pak Chi Song, Lionel Messi cũng tham gia vận động bình chọn để quảng bá cho đất nước mình.
Bà Tia Viering, giám đốc truyền thông Tổ chức New7Wonders thì phát biểu: "Không giống với UNESCO, mục tiêu của chúng tôi là khuyến khích mọi người tương tác với văn hóa, chúng tôi đưa văn hóa ra khỏi các viện bảo tàng. Chúng tôi đến thẳng mọi người và hỏi họ trân trọng những kỳ quan nào nhất.".
Còn Đại biểu Dương Trung Quốc phát biểu: "Đừng nghĩ việc bầu chọn do một tổ chức quốc tế thực hiện mới có giá trị, còn kết quả bầu chọn do tổ chức tư nhân làm thì không... Như giải Nobel chẳng hạn, ban đầu từ sáng kiến của một cá nhân thôi, nhưng sau này trở thành một giải thưởng danh giá. Điều duy nhất lấn cấn của tôi là cách bầu chọn. Cách bầu chọn ban đầu tức bầu chọn qua mạng, mỗi người chỉ được một lần biểu quyết tôi cho rất nghiêm túc. Về sau này việc bầu cũng hơi xô bồ, một người bầu chọn 1000 lần cũng được. Nhưng việc đó cũng chỉ là thứ yếu."

### Tính pháp lý của tổ chức N7W
Ngày 28 tháng 4 năm 2011, Bộ Du lịch Indonesia cử một phái đoàn gồm 8 thành viên để tiến hành điều tra về tổ chức này. Phái đoàn từ Jakarta, được sự trợ giúp của Đại sứ quán Indonesia tại Bern, đã tìm địa chỉ của N7W Foundation được ghi trên các văn bản chính thức: Hoschgasse 8, PO Box 1212, 8034 Zurich, nhưng họ không tìm thấy địa chỉ này vì mã số bưu điện bị sai, thư tới địa chỉ của New7Wonders tại Zurich đã bị trả về. Đoàn điều tra của Indonesia đã phải xác minh lại số mã bưu điện thì địa chỉ này đưa họ đến một viện bảo tàng chỉ mở cửa vào 3 tháng mùa hè. Ông Nirwandar, Giám đốc tiếp thị du lịch của Indonesia cho rằng: "Điều rất kì lạ là một tổ chức quốc tế có những giao dịch lên đến hàng triệu USD lại không có nổi một văn phòng thực". Sau cuộc khảo sát tại Zurich, ông Djoko Susilo, Đại sứ Indonesia tại Thụy Sĩ đã khuyến cáo người dân không nên tham gia vào trò chơi này.
Nagib Amin, một chuyên gia Ai Cập về di sản thế giới phát biểu: "Ngoài khía cạnh thương mại, lá phiếu không có cơ sở khoa học.". Tại Ai Cập, Bộ trưởng Văn hóa Farouq Hosni gọi cuộc bầu chọn này là "ngớ ngẩn" và mô tả Weber - nhà sáng lập NOWC - chỉ có mục đích duy nhất là "tự quảng cáo" . Có người đã liên hệ hoạt động và cách kinh doanh của NOWC với Viện Tiểu sử Hoa Kỳ. Nhà báo Al-Sayed của Ai Cập nhận xét, cuộc chơi do NOWC chủ trì không những "đã tấn công vào các nền văn minh" mà còn thúc đẩy một cuộc chạy đua khích lệ ý thức dân tộc hẹp hòi trong một bộ phận công chúng ở các quốc gia.
Tuy vậy, về phía Indonesia, quyết định của Bộ Du lịch lại bị phản đối ngay từ trong chính giới chính khách và dư luận nước này. Cựu Phó tổng thống Jusuf Kalla chỉ trích những quan chức tỏ ý nghi ngờ New7wonders. Ông xem họ là "thật ngây thơ khi chỉ nhìn vào văn phòng đại diện, một thứ vốn không quan trọng trong thời đại kỹ thuật số.". Kalla giải thích rằng, những người phụ trách luôn bận rộn đi thăm các kỳ quan ứng viên ở nước ngoài và do đó sẽ không cần một văn phòng lớn. Ông nói thêm rằng nhiều nguyên thủ cũng tham gia cuộc thi như các Tổng thống Phillipin Benigno Aquino III, Tổng thống Mỹ Barack Obama, và rằng "Sự thật chính phủ không quan tâm chỉ vì họ cảm thấy ghen tị với tầm ảnh hưởng của New7wonders". Tổng thống Indonesia - Susilo Bambang Yudhoyono với tư cách cá nhân cũng kêu gọi người dân nhắn tin SMS bình chọn cho vườn quốc gia Komodo qua số 9818. Cuối cùng vườn quốc gia Komodo vẫn lọt được vào Top 7 kỳ quan được bình chọn nhiều nhất.
Về những chỉ trích từ phía Ai Cập, New7Wonders cho rằng đó chỉ là biểu hiện của sự bực bội, khi quần thể Kim tự tháp của Ai Cập không được xếp vào danh sách ứng viên của chương trình Bảy kỳ quan thế giới mới. Thực tế, sau khi biết được quần thể Kim tự tháp được trao danh hiệu Kỳ quan Danh dự mà không cần qua bầu chọn (vì là kỳ quan duy nhất trong Bảy kỳ quan thế giới cổ đại còn tồn tại), những chỉ trích từ phía Ai Cập cũng chấm dứt. Thậm chí thành phố Cairo còn được Ai Cập đăng ký sớm nhất các nước châu Phi trong chương trình mới của New7Wonders - Bảy thành phố kỳ quan mới.

### Tiền phí bản quyền
Vấn đề gây tranh cãi tiếp theo là về doanh thu. Trừ website của các ủy ban quản lý kỳ quan ứng viên được sử dụng miễn phí, tổ chức này yêu cầu các website tư nhân muốn sử dụng logo và đường dẫn thì phải trả phí bản quyền 5000 USD một tháng . Đặc biệt, với việc lập ra hệ thống nhắn tin SMS bình chọn, tổ chức này đã thu về một khoản lợi nhuận lớn, điều này đã bị Bộ Văn hóa và Du lịch Indonesia chỉ trích. Trong thông cáo báo chí về việc rút lui khỏi cuộc bầu chọn, Bộ này cho rằng đây là "một tổ chức thương mại với mục tiêu lợi nhuận cao mặc dù chính nó tuyên bố là phi lợi nhuận". Ngoài việc bán phiếu bầu, NOWC dựa vào các khoản quyên góp từ cá nhân, việc mua bán các loại hàng hoá như áo phông, đồ lưu niệm và các khoản thu từ quảng cáo để hoạt động. Để hợp thức hóa lợi nhuận, chiến dịch này tồn tại dưới danh nghĩa của hai đơn vị khác nhau: một tổ chức phi lợi nhuận mang tên "New7Wonders Foundation" và một công ty kinh doanh mang tên "NewOpenWorld Corporation"..
Chính phủ một số nước như Indonesia, Liban và Maldives đã quyết định dừng vận động cho cuộc bình chọn (tuy nhiên các kỳ quan của các nước này vẫn không bị rút do các nhóm vận động khác đã được lập ra vì bất bình với sự bỏ cuộc của chính phủ, họ tự tổ chức vận động dư luận để gánh thay phần của chính phủ). Tháng 6-2011 Bộ trưởng Du lịch Maldives Thoyyib Mohamed phát biểu: "Vì những đòi hỏi về lượng tiền quá cao của tổ chức New7Wonders, chúng tôi thấy rằng việc tiếp tục tham gia không còn là mối quan tâm của Maldives nữa". Ông buộc tội New7Wonders đã yêu cầu Maldives trả một số tiền bản quyền khá lớn, gồm các khoản mục sau:
- Chi phí cho bằng chứng nhận nhà tài trợ Bạch kim: 350.000 USD
- Chi phí cho 2 bằng chứng nhận nhà tài trợ Vàng: 210.000 USD mỗi bằng
- Tài trợ cho sự kiện ‘World Tour’, theo đó, Maldives phải chu cấp cho một đoàn đại biểu tới thăm, phải cung cấp khinh khí cầu để tham quan, tiền vé máy bay, tiền ăn ở...
- Chi phí để cho Đài truyền hình quốc gia tham gia vào chiến dịch New7Wonders: lúc đầu đề xuất là 1 triệu USD, sau đó giảm xuống 500.000 USD.
- Chi phí để được đính logo của tổ chức lên mỗi chiếc máy bay của Maldives: 1 triệu USD.[64]

Bộ trưởng Du lịch Indonesia Jero Wacik tuyên bố: "Chúng tôi đã chi khoảng 10 tỉ rupi (1,1 triệu USD) cho các hoạt động của chiến dịch trong 3 năm trời". Theo ông Wacik, tổ chức này đã có những động thái không chuyên nghiệp, không đáng tin cậy. Ông Wacik tiết lộ rằng tổ chức này sau đó đã đòi thêm 10 triệu USD cho phí đăng ký và 35 triệu USD cho việc đăng cai lễ trao giải. Một luật sư đại diện cho ngành du lịch Indonesia còn xem xét việc khởi kiện New7Wonders
Tuy nhiên, người phát ngôn của New7Wonders Foundation, Eamonn Fitzgerald, khẳng định những cáo buộc trên của Indonesia và Maldives là vô căn cứ. Ông Fitzgerald cũng chỉ cho người đọc tới thông tin trên tờ "Minivan News" của Maldives, rằng New7Wonders bị công kích là do "bị vướng vào vấn đề chính trị của hai nước".
Trong cuộc họp báo ở Hạ Long ngày 30 tháng 3 năm 2012, chủ tịch Bernard Weber khẳng định: "Chúng tôi chỉ thu duy nhất khoản phí đăng ký tham gia chiến dịch giai đoạn khởi đầu của các nước là 199 USD, ngoài ra thì không thu thêm khoản phí nào kể cả những nước chiến thắng".. Ngành du lịch các nước, cơ quan chính phủ và các tổ chức phi lợi nhuận sẽ được sử dụng miễn phí danh hiệu và logo Kỳ quan thiên nhiên thế giới mới cho việc quảng bá du lịch mà không phải trả một khoản phí nào